# サンルーリ
サンルーリ（イタリア語: Sanluri ( 音声ファイル)）は、イタリア共和国サルデーニャ州南西部にある、人口約8400人の基礎自治体（コムーネ）。

## 地理

### 位置・広がり
サンルーリの市街は、ヴィッラチードロの北東約18km、州都カリャリの北北西約42km、オリスターノの南東約47km、カルボーニアの北東約54kmに位置する。

#### 隣接コムーネ
隣接するコムーネは以下の通り。
- フルテーイ
- ルナマトローナ
- サマッシ
- サン・ガヴィーノ・モンレアーレ
- サルダラ
- セッラマンナ
- セッレンティ
- ヴィッラチードロ
- ヴィッラマル
- ヴィッラノヴァフォッル